# Агнджадзор
Агнджадзор (вірм. Աղնջաձոր) — село в марзі Вайоц-Дзор, на півдні Вірменії. Село розташоване на трасі Мартуні — Єхегнадзор, на відстані 19 км на північний захід від міста Єхегнадзора та 30 км на південь від Мартуні. На південь по трасі розташовані села Таратумб та Караглух, а на півночі розташований Селімський перевал, на якому розташований караван-сарай 1332 р.